# Lilly Wust
Elisabeth Wust, Lilly Wust (ur. 1 listopada 1914 w Berlinie, zm. 15 kwietnia 2006 w Berlinie), Niemka, bohaterka homoseksualnego związku z kobietą pochodzenia żydowskiego w czasie II wojny światowej.
Wust była gospodynią domową, żoną żołnierza Wehrmachtu służącego na froncie wschodnim. Była matką ich czworga dzieci, za co otrzymała hitlerowski brązowy Krzyż Matki (Ehrenkreuz der deutschen Mutter) oraz bezpłatną pomoc domową.
W 1943 nawiązała romans z Felice Schragenheim, 21-letnią Żydówką aktywną w ruchu oporu. Kobiety wymieniały listy miłosne (w korespondencji i wierszach Wust występowała pod imieniem Aimée, a Schragenheim Jaguar), a następnie – po ujawnieniu podziemnej działalności Żydówki – zamieszkały razem. Wust rozwiodła się z mężem. Schragenheim została aresztowana przez gestapo w sierpniu 1944 i trafiła do obozu koncentracyjnego. Zmarła prawdopodobnie w czasie przemarszu z Groß-Rosen (obecnie Rogoźnica, woj. dolnośląskie) do Bergen-Belsen, Wust od tragicznego losu uratował Krzyż Matki, jaki otrzymała za urodzenie czwórki dzieci rasy aryjskiej.
W czasie wojny Wust ukrywała także trzy inne Żydówki, za co otrzymała w 1981 r. Order Zasługi Republiki Federalnej Niemiec, a w 1999 medal „Sprawiedliwy wśród Narodów Świata”.
Dla Lilly Wust aż do jej śmierci związek z Felice był miłością życia. Po wojnie uznała się za żonę Felice – na drzwiach umieściła nawet wizytówkę „A. Schragenheim” (od imienia Aimée). Została filosemitką, chciała też nawrócić się na judaizm, ale nie zgodziła się na to gmina żydowska. Przechowywała z pietyzmem wszelkie pamiątki związku i opisała go drobiazgowo w pamiętnikach. Również syn Lylly Wust znając swoje niemieckie korzenie, po wojnie wyjechał do Izraela jako przedstawiciel studentów żydowskich, gdzie pozostaje do dziś uważając się za Izraelczyka.
Na początku lat 90. z Elisabeth Wust nawiązała kontakt austriacka dziennikarka Erica Fischer. Przeprowadzone rozmowy oraz udostępnione listy stały się podstawą książki Aimée & Jaguar (1994), a następnie filmu pod tym samym tytułem (1998, reż. Max Färberböck), który otwierał Międzynarodowy Festiwal Filmowy w Berlinie w 1999 i zdobył kilka nagród, w tym dla odtwarzającej postać Lilly Wust aktorki Juliane Köhler. W Polsce pierwsze wydanie ukazało się w 2008 r. nakładem wydawnictwa Czarne (ISBN 978-83-7536-034-9).
Według opinii Eriki Fischer, postawa Lilly Wust była niejednoznaczna:
Lily Wust budzi we mnie mieszane uczucia. Była całkiem przeciętną niemiecką nazistką (...), nieobce były jej antysemickie wypowiedzi. Potem jednak zakochała się w Żydówce i wszystko się zmieniło. Zawsze dostosowywała się do ludzi, których kochała. Jej mąż był nazistą, więc i ona była przez długi czas nazistowską oportunistką. Potem nagle zmieniła stosunek do Żydów. Bardzo drażniło mnie, że nawet po latach nie była gotowa mówić o czasach sprzed poznania Felice: jak to się stało, że wierzyła w reżim Hitlera, i jak doszło do tego, że nagle mogła się zmienić? Na szczerą rozmowę nie potrafiła się zdobyć. (...) Podczas rozmów ze mną zachowywała się, jakby zawsze była antyfaszystką, kochała Żydów i była przez nich kochana.